# Sylvia Filipsson
Sylvia Elisabeth Filipsson-Hellström (ur. 22 maja 1953 w Katrineholm) – szwedzka łyżwiarka szybka.

## Kariera
Największy sukces w karierze Sylvia Filipsson osiągnęła w 1980 roku, kiedy zajęła czwarte miejsce podczas wielobojowych mistrzostw świata w Hamar. W poszczególnych biegach była tam siódma na 500 m, druga na 1500 m oraz piąta na dystansach 1000 m i 3000 m. W tej samej konkurencji była też między innymi szósta na rozgrywanych cztery lata wcześniej mistrzostwach świata w Gjøvik oraz siódma na mistrzostwach świata w Helsinkach w 1978 roku. Na imprezach tych jej najlepszymi wynikami były odpowiednio drugie miejsce na 3000 m oraz trzecie miejsce na 1500 m. W 1980 roku zajęła również dziewiąta pozycję na sprinterskich mistrzostwach świata w West Allis, zajmując między innymi trzecie miejsce w drugim biegu na 1000 m. W 1972 roku wystartowała na igrzyskach olimpijskich w Sapporo, zajmując między innymi czternaste miejsce w biegu na 3000 m. Na rozgrywanych cztery lata później igrzyskach w Innsbrucku jej najlepszym wynikiem było szóste miejsce na tym samym dystansie. Brała także udział w igrzyskach olimpijskich w Lake Placid w 1980 roku, zajmując szesnaste miejsce na 500 m, dziewiąte na 1000 m, piąte na 1500 m oraz siódme na 5000 m. W 1980 roku zakończyła karierę.
Jej brat Tord Filipsson reprezentował Szwecję w kolarstwie.